# Fómeque
Fómeque är en ort i Colombia.   Den ligger i departementet Cundinamarca, i den centrala delen av landet, 24 km sydost om huvudstaden Bogotá. Fómeque ligger 1 820 meter över havet och antalet invånare är 5 389.
Terrängen runt Fómeque är bergig norrut, men söderut är den kuperad. Runt Fómeque är det ganska glesbefolkat, med 43 invånare per kvadratkilometer. Närmaste större samhälle är Cáqueza, 10,6 km sydväst om Fómeque. Omgivningarna runt Fómeque är en mosaik av jordbruksmark och naturlig växtlighet.